# Distrikt Sisimiut
Sisimiut ist seit 2009 ein grönländischer Distrikt in Westgrönland. Er ist deckungsgleich mit der von 1950 bis 2008 bestehenden Gemeinde Sisimiut.

## Lage
Der Distrikt Sisimiut liegt zentral in Grönland zwischen dem Distrikt Kangaatsiaq im Norden und dem Distrikt Maniitsoq im Süden.

## Geschichte
Die Gemeinde Sisimiut entstand 1950 durch die Dekolonialisierung des Kolonialdistrikts Holsteinsborg. 2002 wurde das bisher gemeindefreie Gebiet Kangerlussuaq in die Gemeinde Sisimiut eingegliedert. Bei der Verwaltungsreform 2009 wurde die Gemeinde Sisimiut in die Qeqqata Kommunia eingegliedert.

## Orte
Neben der Stadt Sisimiut befinden sich folgende Dörfer im Distrikt Sisimiut:
- Itilleq
- Kangerlussuaq
- Sarfannguit

Daneben befanden sich die folgenden mittlerweile verlassenen Siedlungen in der damaligen Gemeinde bzw. im heutigen Distrikt:
- Ikerasaarsuk
- Ikerasak
- Qerrortusoq
- Saqqaq
- Saqqarliit
- Uummannaarsuk

## Wappen
Das Wappen zeigt einen weißen Walrosskopf auf blauem Grund. Das Walross ist ein bedeutendes Jagdtier in ganz Grönland. Da nur der Kopf dargestellt ist, sieht es so aus, als würde das Walross gerade aus dem Wasser auftauchen. Das Wappen wurde 1971 angenommen.

## Bevölkerungsentwicklung
Die Einwohnerzahl des Distrikts ist in den letzten Jahrzehnten stetig angestiegen.